# Vezin-le-Coquet
Vezin-le-Coquet [vəzɛ̃ lə kɔkɛ] (bretonisch: Gwezin) ist eine  französische Stadt und Gemeinde mit 6441 Einwohnern (Stand: 1. Januar 2022) im Département Ille-et-Vilaine in der Region Bretagne. Sie gehört zum Arrondissement Rennes, zum Kanton Le Rheu und ist Mitglied im Gemeindeverband Rennes Métropole. Die Einwohner werden Vezinois(es) genannt.

## Geographie
Vezin-le-Coquet liegt westlich von Rennes am Fluss Flume. Umgeben wird Vezin-le-Coquet von den Nachbargemeinden Pacé im Norden und Nordwesten, Rennes im Osten und Le Rheu im Westen und Südwesten.
Durch die Gemeinde führen die Nationalstraßen N 12 und N 24.

## Bevölkerungsentwicklung
| Jahr      | 1806 | 1846 | 1906 | 1954 | 1962 | 1968  | 1975  | 1982  | 1990  | 1999  | 2006  | 2017  |
| --------- | ---- | ---- | ---- | ---- | ---- | ----- | ----- | ----- | ----- | ----- | ----- | ----- |
| Einwohner | 635  | 658  | 606  | 797  | 839  | 1.596 | 2.207 | 2.731 | 3.268 | 4.026 | 3.809 | 5.727 |

## Sehenswürdigkeiten
- Kirche Saint-Pierre
- Schloss Drouetière
- Schloss Montigné

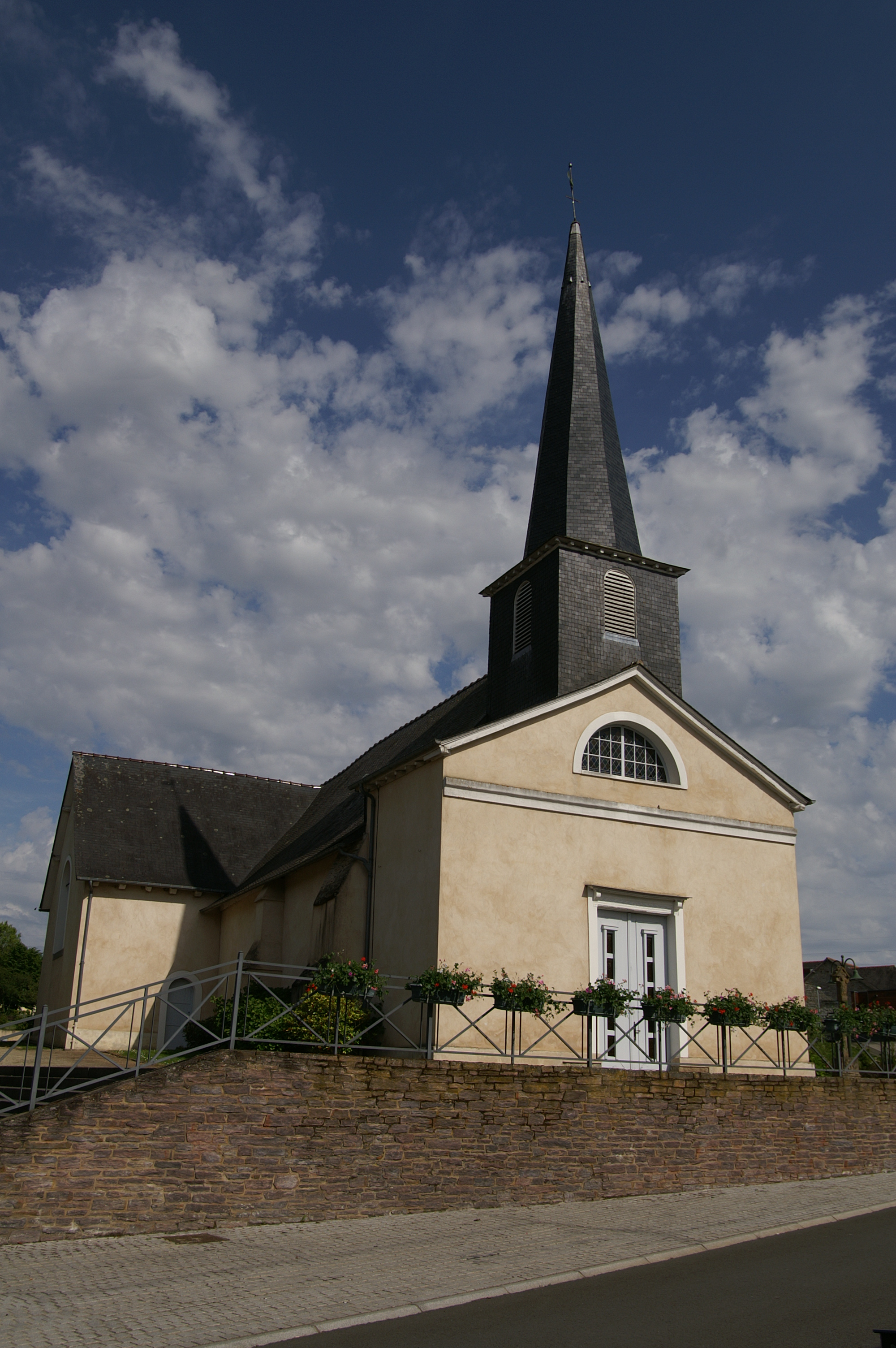
Kirche Saint-Pierre

- Früheres und heutiges Gefängnis (Centre Penitentiaire pour Hommes de Vezin)

## Persönlichkeiten
- Pierre Letort (1922–1993), Fußballspieler